# Trustly
Trustly Group AB är ett svenskt fintechbolag som grundades 2008. Företaget tillhandahåller betalningslösningar för e-handelsbranschen genom sin teknik för direktbetalning. Trustly tillhandahåller bland annat sin tjänst via Paypal.
För att göra ett köp identifierar sig kunden med sin vanliga bankdosa eller mobilt Bank-ID. Trustly tar, med vissa reservationer, all kredit- och bedrägeririsk, så att e-butiken eller konsumenten garanteras betalning.
Idag används Trustly av fler än 8000 handlare, däribland Facebook, eBay, PayPal, Alibaba, Wise, Avanza och Nordnet och man nådde 2020 över 525 miljoner konsumenter genom integreringar med 6300 banker i 30+ länder i Europa, Nordamerika och Australien. År 2020 etablerade sig Trustly i Australien och Kanada och man finns idag på totalt 30 marknader. Bolaget hade under 2020 en särskilt stark tillväxt i USA med intäkter som under fjärde kvartalet ökade med 278 procent jämfört med året innan. Trustly omsatte 2020 cirka SEK 1,9 miljarder.

## Historia
Bolaget grundades år 2008 i Stockholm och samma år skrevs avtal med de första e-handlarna varpå en teknisk testprodukt byggdes.
En första investeringsrunda avslutades 2009 och två investerare tog som en följd av detta plats i styrelsen. Utveckling av andra generationens tekniska plattform inleddes.
Under 2010 genomfördes en geografisk expansion och bolaget fick som följd en intäktsökning på över 200 %. Det första kontoret utanför Sverige öppnades på Malta och över en miljon förmedlade transaktioner uppnåddes.
År 2011 lanserades andra generationens tekniska plattform och 25 % av bolaget såldes till riskkapitalisterna Alfvén & Didrikson. Samma år uppnåddes 2 miljoner förmedlade transaktioner.
Under 2012 öppnades det andra kontoret utanför Sverige i Barcelona och man nådde målet med över 4 miljoner transaktioner sedan starten.
År 2013 lanserades direkttransaktioner mellan privatpersoner genom annonstjänsten Blocket och totalt hade 7 miljoner transaktioner förmedlats sedan starten.
År 2014 inleddes strategiska partnerskap med Groupon och Paypal och produkten Payout Express lanserades i samband med detta. Tio miljoner transaktioner sedan starten uppnåddes och riskkapitalbolaget Bridgepoint Capital (BDC) investerade 23 miljoner euro för en minoritetsandel i bolaget.
År 2017 rankades Trustly som nummer 242 på Financial Times lista över Europas snabbast växande företag – FT 1000: Europé’s Fastes Growing Companies’ list – sett till bolagets tillväxt de senaste tre åren.
I februari 2018 köptes en majoritet i Trustly, ungefär 70 procent av aktierna, av riskkapitalbolaget Nordic Capital. Företaget värderades samtidigt till ungefär 7 miljarder kronor.
I juni 2019 slogs Trustly samman med Silicon Valley-baserade betalningstjänsten PayWithMyBank.
Den 10 juni 2020 tillkännagav Trustly en ny investeringsrunda från ett konsortium av investerare, inklusive BlackRock, som värderade företaget till nära 2 miljarder dollar.
I april 2021 annonserade Trustly sin plan att listas på Stockholmsbörsen, där de sökte en värderingen nära 90 miljarder SEK. Noteringen blev dock inställd efter kritik från Finansinspektionen. 
I februari 2022 får Trustly en varning från Finansinspektionen och åläggs att betala en saktionsavgift på 130 miljoner SEK för att Trustly inte har uppfyllt centrala delar i penningtvättsregelverket.

## Produkter

### Generation 1
Trustly Generation 1 är primärt en produkt för konsumenter som vill genomföra en direktbetalning till en e-plånbok eller liknande tjänster. Överföringen behöver genomföras manuellt genom att konsumenten anger OCR-nummer, kontonummer och summa i Trustlys system. Denna produkt är basen för senare produkter där flera av dessa moment är automatiserade och risken för eventuella fel därmed är mindre. Produkten driftas fortfarande och konsumenter kan fortsätta använda produkten oavsett vilken bank de själva använder.

### Generation 2
Trustly Generation 2 är en direktbetalningstjänst som gör det möjligt för konsumenter att betala e-handlare för varor och tjänster i realtid med sin vanliga bank. Generation 2 fungerar oberoende av att banken själv gör en integrering på sin sida och fungerar med alla större banker i de länder som täcks av tjänsten. Tjänsten fungerar genom samtliga större webbläsare – Chrome, Safari, Firefox och Internet Explorer, ingen extern mjukvara behöver installeras förutom det som krävs för att göra en vanlig inloggning på banken, t.ex. Java. Tjänsten stödjer även mobila webbläsare och autentisering kan ske med hjälp av mobilt Bank-ID.
Genom sin teknik för direktbetalningar möjliggör Trustly G2 att pengarna sätts in direkt på handlarens bankkonto. Pengarna kan antingen sättas in direkt eller matchas mot pågående eller schemalagda utbetalningar. Det innebär att en inbetalning kan processas gentemot en utbetalning direkt utan att handlaren behöver agera mellanhand. Mellanskillnaden skickas sedan direkt eller via en aggregator till handlarens bankkonto.
Integreringen är enkel och använder standardiserade protokoll som JSON-RPC 1.1 över HTTPS och inkluderar en betalningssida som hostas av Trustly och hämtas med IFRAME-teknik. Alla anrop och svar måste signeras för att säkerställa en hög säkerhetsnivå för kommunikation genom publik infrastruktur.

### Payout Express
Payout Express är en produkt som möjliggör direkta utbetalningar till bankkonton för handlare och partners inom Eurozonen. Produkten riktar sig primärt mot valutahandlare, valutatransaktionstjänster och e-plånbokstjänster.

### BankAPI
BankAPI är en mjukvara med öppen källkod utvecklad av Trustly som möjliggör ett decentraliserat kommunikationssätt för finansiella institutioner. Traditionellt skickas meddelanden genom det centraliserade SWIFT i den finansiella världen. BankAPI kan istället hantera samma typ av kommunikation med samma säkerhetsnivå som SWIFT men kan användas hel oberoende utan licensiering och avgifter. Projektet och dess källkod finns att ladda ner på Github.

#### Säkerhet
Trustly använder samma typ av säkerhet som vanliga banker och kommunikationen mellan webbläsaren och Trustly är krypterad med SSL. Trustly står under tillsyn av Finansinspektionen och licensierad betalleverantör i EU. McAfee genomför dagliga genomsökningar av Trustlys system.
Betalningar med Trustly sker med tvåfaktorsautentisering.

## Utmärkelser
- Trustly vann 2014 utmärkelsen CIT Golden Card av den spanska organisationen The Institute for International Research (IIR) '’The Institute for International Research (IIR)’'[23]
- 2:a plats i kategorin "Rising Star" i '’Deloitte Sweden Technology Fast 50"  år 2011, ”Med omsättning om 17 Mkr och en tillväxt på 903 procent över tre års tid"[24]
- 3:e plats kategorin “Rising Star” i '’Deloitte Sweden Technology Fast 50"‘ år 2012, ”Med omsättning på 22 Mkr och en tillväxt på 371 procent."[8]
- 10:e plats i '’Deloitte Sweden Technology Fast 50" år 2013, "Med omsättning på 32 Mkr och en tillväxt på 1660 procent."[8]

## Kritik
Trustly fick 2013 kritik från en konkurrerande bank då de använder kundens uppgifter för att logga in i dennes internetbank. Banken hävdade att Trustly, utöver informationen som behövs för att utföra betalningen, även fick fri tillgång till uppgifter om till exempel kundens fond- och aktieinnehav och att banksekretessen därmed rundas. Trustly menar dock att bolaget precis som bankerna reglerat i avtal vilka uppgifter bolaget hanterar för att genomföra betalningen och fastställa identiteten. Trustly står också precis som bankerna under Finansinspektionens tillsyn som ett licensierat betalningsinstitut. Datainspektionen konstaterade 2014 att Trustly inte behandlar fler uppgifter än vad som behövs för att utföra tjänsten.
I juni 2014 publicerade Datainspektionen en rapport om hur fyra betaltjänstföretag hanterar användarnas personuppgifter i elektroniska betallösningar. Förutom Trustly granskade Datainspektionen även Seamless tjänst SEQR, 4T:s tjänst Wywallet samt Klarnas tjänster för betalning över nätet, däribland Checkout. Granskningen visade att företagen i stort hanterar personuppgifter på ett korrekt sätt men att det finns saker att förbättra, exempelvis tydligare interna regler för vad uppgifterna får användas till i enlighet med Personuppgiftslagen och när de ska gallras.